# Чикатило, Андрей Романович
Андре́й Рома́нович Чикати́ло (укр. Андрій Романович Чикатило; 16 октября 1936, Яблочное, Великописаревский район, Харьковская область, Украинская ССР, СССР — 14 февраля 1994, Новочеркасск, Ростовская область, Россия) — советский серийный убийца, насильник, педофил и каннибал. С целью получения сексуального удовлетворения убил с особой жестокостью не менее 43 человек в различных регионах СССР, в основном в Ростовской области. До серии убийств, работая учителем, пытался совершать развратные действия в отношении своих несовершеннолетних учеников. В период с 1982 (либо с 1978) по 1990 год убивал женщин, подростков и детей. В большинстве случаев Чикатило под разными предлогами заманивал своих жертв в безлюдные места, где наносил им многочисленные телесные повреждения и убивал. Тела некоторых жертв он насиловал, расчленял и употреблял в пищу. Был пойман в ходе масштабной спецоперации «Лесополоса», проводившейся под руководством ЦК КПСС, признан вменяемым, приговорён к смертной казни и расстрелян.

## Биография

### Ранние годы
Происхождение фамилии Чикатило неизвестно, несмотря на то, что сам Андрей пытался это выяснить. По его словам, дед был середняком и во время коллективизации был раскулачен, а отец, Роман Чикатило, во время Великой Отечественной войны был командиром партизанского отряда, попал в немецкий плен, был освобождён американцами и после возвращения в СССР репрессирован, работал в лесах Коми АССР.
Имеются сведения, что Чикатило родился с признаками гидроцефалии. До 12 лет он страдал энурезом, за что мать его постоянно била.
В 1943 году его мать родила девочку, которую назвали Татьяной. К тому моменту Роман Чикатило уже два года как находился на фронте и не мог быть отцом девочки. По одной из версий, женщина забеременела в результате изнасилования немецким солдатом. После рождения дочери семья Чикатило оказалась на грани выживания. В 1944 году Чикатило пошёл в первый класс. Когда в 1946 году в СССР начался голод, он не выходил из дома, опасаясь, что его могут поймать и съесть: мать рассказывала ему, что во время голода на Украине в 1932—1933 годы его старшего брата Степана якобы похитили и съели. Также существует версия о том, что старшего брата съели сами родители во время голода. В то же время высказываются сомнения в достоверности истории со старшим братом. Так, американский судебный психолог Кэтрин Рамсленд отмечает, что впоследствии никаких документов, свидетельствовавших о рождении и смерти Степана Чикатило, найдено не было. Российские журналисты и писатели Михаил Гуревич и Ольгерт Либкин обращают внимание на то, что:
Следователи, а потом и журналисты, прослышав версию о якобы съеденном братце, пошли по следам, но ничего такого не обнаружили. Ни в сохранившихся бумагах, ни в памяти односельчан. И о самом Степане никто не помнил. Установить, был ли он вообще, а если был, то правда ли, что исчез при подозрительных обстоятельствах, сейчас, скорее всего, невозможно. Вполне можно допустить, что Чикатило лукавит лишь отчасти. Его родители, которые изо дня в день тяжко трудились, оставляя дома малых детей без присмотра, могли наказывать не покидать хаты, не уходить со двора, не то поймает и съест чужой дядька. Для пущей убедительности могли ввернуть что-нибудь и про мифического братца Стёпку. С точки зрения педагогики метод дурной. Но действенный…
В свою очередь, российский журналист и писатель Александр Масалов отмечает, что это один из двух устойчивых мифов о Чикатило, поскольку «какой-либо точной информации об этом нет». Ко второму он относит историю про то, как во время Великой Отечественной войны захватчики повели на расстрел некоторых жителей села Яблочное, вслед за которыми из детского любопытства побежали посмотреть местные мальчишки, среди которых был шестилетний Чикатило. Каратели, завершив своё дело, затем открыли огонь по детям, которые бросились убегать. Спасавшийся бегством Чикатило споткнулся и разбил себе до крови голову, после чего его в бессознательном состоянии нашли немцы и, решив, что он мёртв, бросили в яму с телами расстрелянных. После этого ребёнок очнулся, но боясь вылезти из ямы, полночи пролежал в ней среди трупов, и вернулся домой только на рассвете. Якобы этот случай оказал крайне отрицательное влияние на его психику. В свою очередь, историк и правовед Джон Филип Дженкинс отмечал, что эта «история, которая не может быть проверена, по-видимому, мотивировала Чикатило поедать некоторых своих жертв».
Когда Чикатило учился в школе, он был рассеянным и робким мальчиком: забывал дома тетрадь и чернила, однако стеснялся их попросить. Чикатило был близоруким, но очков не носил из-за того, что у него было прозвище «Очкарик». Другие учащиеся дразнили и били Чикатило. В школьные годы он интересовался политикой. В 1954 году окончил школу на «отлично» по всем предметам, кроме немецкого языка.

### Молодость и женитьба
В 1954 году Чикатило попытался поступить на юридический факультет МГУ имени М. В. Ломоносова, не прошёл по конкурсу, но впоследствии считал, что его не взяли в университет из-за репрессированного отца. Тогда же он поступил в техническое училище связи в городе Ахтырке, которое окончил в следующем, 1955 году. После окончания училища работал на строительстве линий электропередач под Нижним Тагилом. Решив стать инженером железнодорожного транспорта, поступил на заочное отделение Московского электромеханического института инженеров железнодорожного транспорта, но до призыва в армию успел проучиться только два курса, а после окончания службы продолжать учёбу не стал.
В 1957 был призван, и по 1960 год проходил службу сначала в Пограничных войсках КГБ СССР в Средней Азии, затем — связистом в Берлине в составе Группы советских войск.
После армии переехал в населённый пункт Родионово-Несветайская, неподалёку от Ростова-на-Дону, где устроился работать инженером на телефонной станции. Тогда же вступил в КПСС. Одновременно с работой на телефонной станции являлся внештатным корреспондентом районной газеты «Знамя», для которой писал статьи и заметки о новом учебном годе в школе, переписи населения, спортивных соревнованиях и трудовых подвигах родионовцев. Позднее писал статьи и заметки по вопросам морали и патриотического воспитания молодёжи в газете «Знамя шахтёра».
В 1962 году сестра Татьяна познакомила его со своей подругой Феодосией Одначёвой, которая в 1963 году стала его женой. Сразу после свадьбы Чикатило поступил на заочное отделение филологического факультета Ростовского государственного университета, и в 1970 году окончил его по специальности «русский язык и литература». В 1965 году у супругов родилась дочь Людмила, 15 августа 1969 года — сын Юрий. В апреле 1965 года с согласия районного комитета партии Чикатило был назначен на должность председателя районного комитета физической культуры и спорта. В 1970 году заочно окончил Университет марксизма-ленинизма при Ростовском государственном педагогическом институте.

### Педагогическая деятельность
15 августа 1970 года Чикатило был принят на работу завучем в школу-интернат № 32 Новошахтинска, а 1 сентября того же года — переведён на должность учителя русского языка и литературы. Кроме того, некоторое время он исполнял обязанности директора этой школы. Работая в школе, он стал домогаться до учениц: подсаживался к ним, говоря, что собирается объяснить сложности в учёбе, и трогал, а также заходил к ним в спальню. За сексуальные домогательства к ученицам Любе Костиной и Тоне Гульцевой Чикатило был уволен, написав заявление с формулировкой «по собственному желанию».
В 1974 году он устроился на работу мастером производственного обучения в Новошахтинское ГПТУ № 39, откуда был уволен по сокращению штатов. В 1978 году он с семьёй переехал в Шахты, где с сентября он начал работать воспитателем в ГПТУ № 33, а его жена — комендантом общежития этого учебного заведения. По ночам Чикатило приходил в общежитие, где пытался домогаться до воспитанников. О его домогательствах по отношению к 15-летнему Владимиру Щербакову стало известно другим ученикам, после чего Чикатило часто подвергался их насмешкам (они называли его онанистом и голубым). Тогда же он втайне от семьи купил за 1500 рублей дом (т. н. «мазанку»), располагавшийся по адресу Межевой переулок, 26, и использовал его для встреч с проститутками.

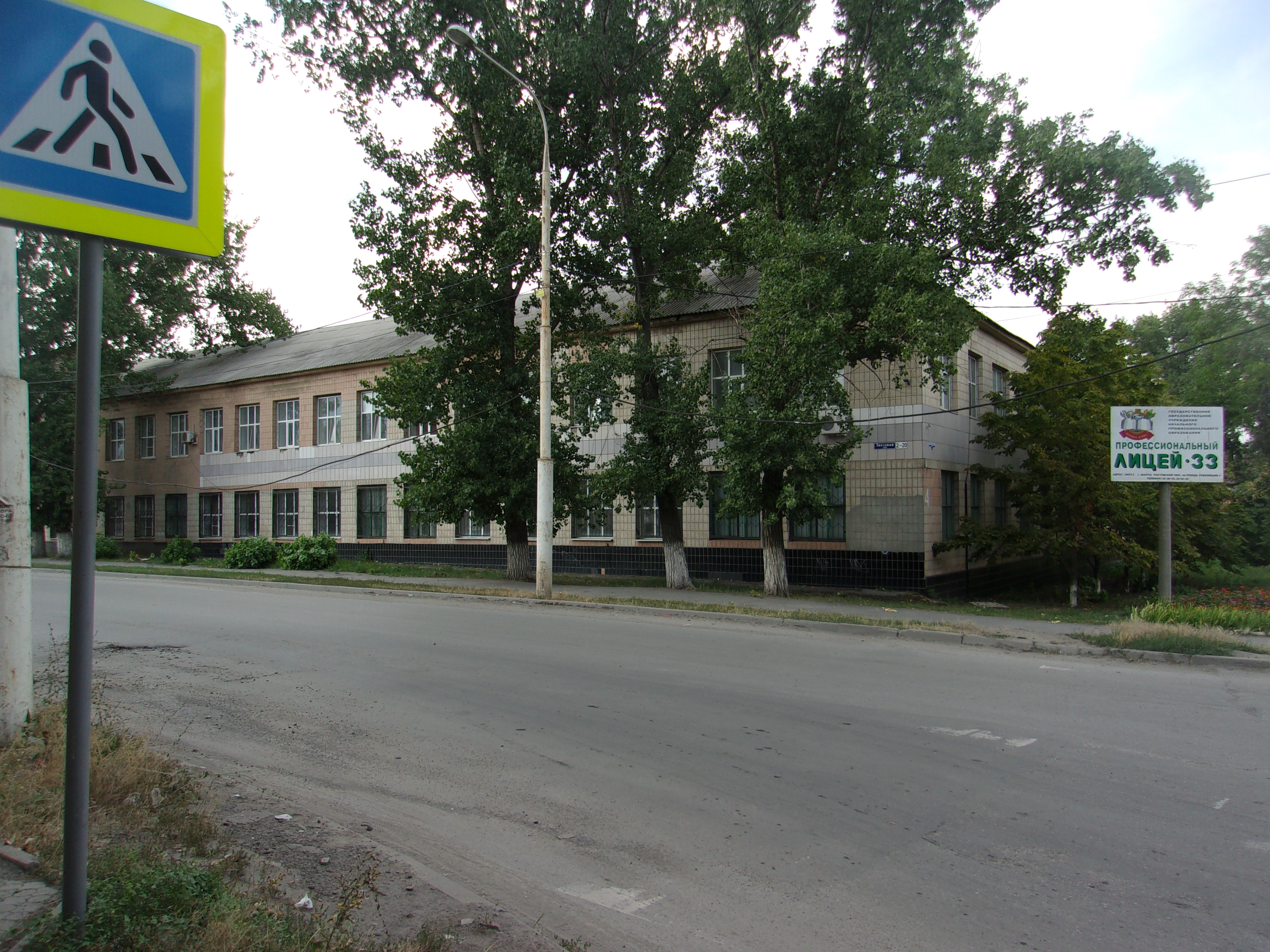
ГПТУ № 33, ныне — профессиональный лицей № 33 г. Шахты. Место работы Чикатило в 1978—1981 годах

Психиатр и психоаналитик Дмитрий Вельтищев отмечал, что во время педагогической деятельности у Чикатило развились психические отклонения:
Во время работы преподавателем и воспитателем изменилась сексуальная направленность — наряду с аутоэротизмом он испытывал сексуальное удовлетворение от разглядывания, ощупывания девочек, а в последующем — и мальчиков. Стал замечать, что сексуальное возбуждение резко возрастает при сопротивлении и криках партнёра. Обычные сексуальные контакты не приносили удовлетворения, отмечалась слабость эрекции, ускоренная эякуляция. Выявилась амбивалентность сексуальности — влечение, любовь и ненависть, стремление унизить, причинить боль определили дальнейшее развитие садизма. Сексуальные действия постепенно освобождались от переживаний стыда и вины, нарастала эмоциональная холодность, раздвоение личности. <…> Последующий период жизни характеризовался подавлением гетеросексуальности с нарцистической (аутоэротической) направленностью сексуальности. Таким образом, можно говорить об имевшемся нарцистическом конфликте у шизоидной личности — любовь к себе и враждебность окружающего мира, что, по мнению психоаналитиков, приводит к амбивалентности (двойственности): стремлению разрушить то, что любишь, к ненависти, агрессии. Скопление нарцистического либидо, затруднение переноса его на объект создаёт почву для его проявления в виде садизма и гомосексуального выбора, стоящего ближе к нарциссизму, нежели гетеросексуальный.

### Убийство Елены Закотновой (1978)

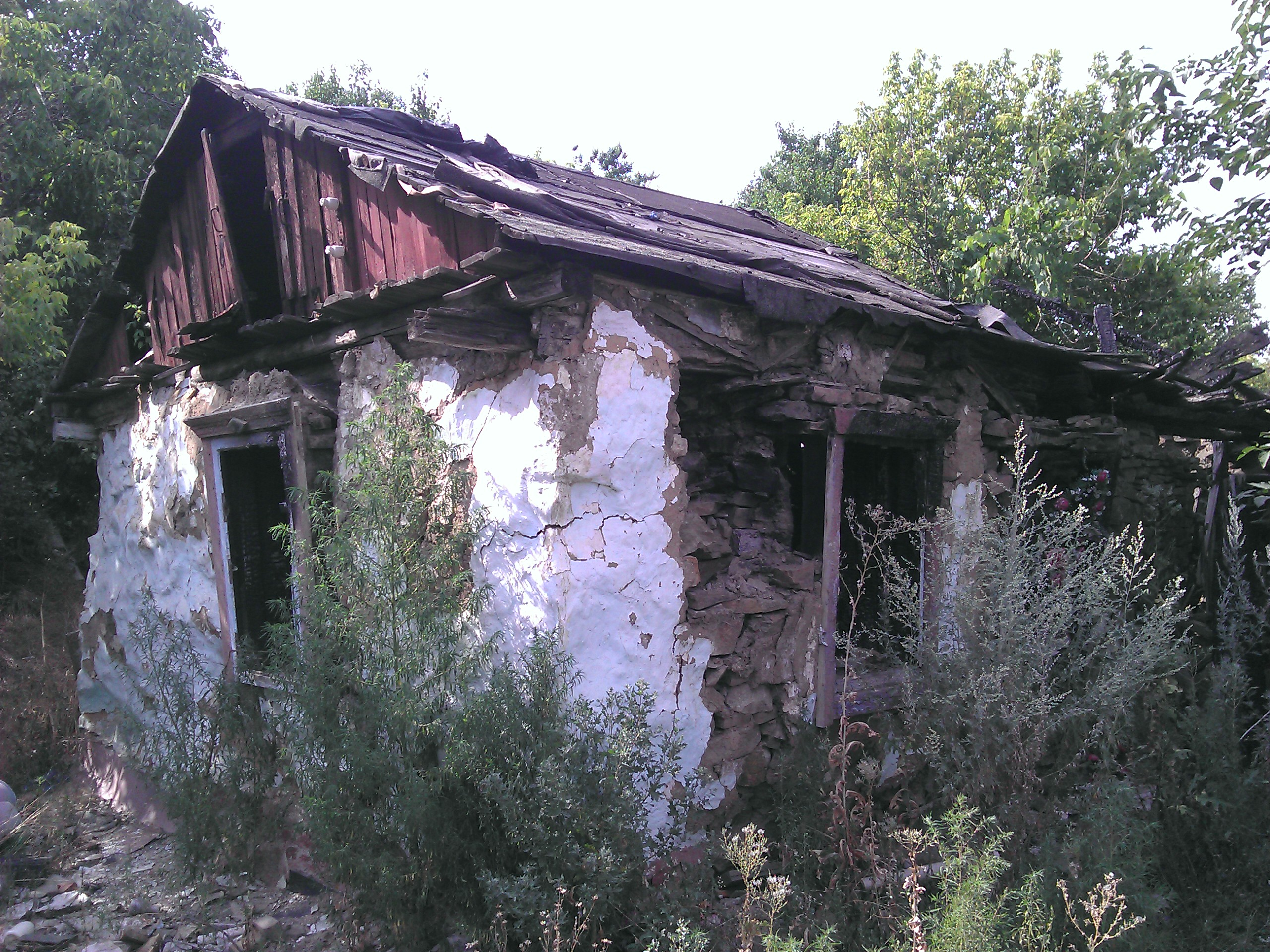
Развалины мазанки по адресу Межевой переулок, д. 26

Согласно версии следствия и первоначальному приговору, 22 декабря 1978 года Чикатило совершил первое убийство.
22 декабря родители девятилетней девочки, ученицы 2-го класса школы № 11 Елены Закотновой, обратились в милицию с заявлением о её исчезновении. 24 декабря рядом с мостом через реку Грушевку был обнаружен её труп. Как показала экспертиза, она была задушена — смерть наступила от механической асфиксии, кроме того, неизвестный совершил с ней вагинальный и анальный половые акты, причинив разрывы влагалища и прямой кишки, а также нанёс три проникающих ножевых ранения в живот. Эксперт предположил, что убийство произошло в день исчезновения девочки, не раньше восемнадцати часов.

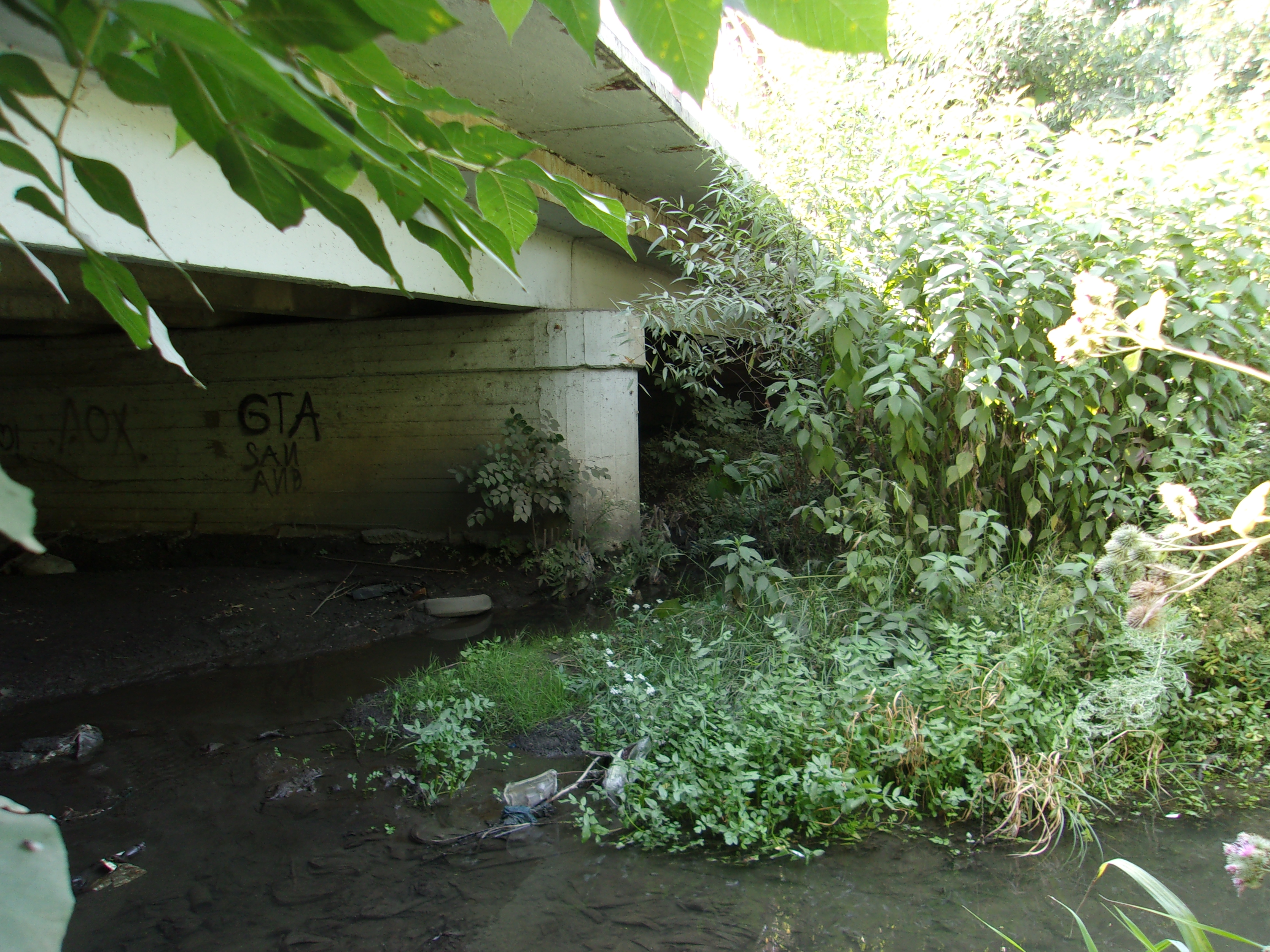
Грушевский мост — место обнаружения тела Елены Закотновой

Убийство ребёнка, совершённое с особой жестокостью в сочетании с сексуальным насилием, требовало немедленного раскрытия. Проведение расследования было поручено одному из опытнейших местных сыщиков — старшему следователю советнику юстиции Ижогину. Велась тщательная проверка местных жителей, в ходе которой по показаниям свидетельницы, видевшей Чикатило с Закотновой на улице, был составлен фоторобот, в котором директор ГПТУ № 33 уверенно опознал своего подчинённого, а соседи сообщили, что вечером 22 декабря в его «мазанке» горел свет. Так Чикатило стал одним из подозреваемых. Спустя несколько часов после обнаружения трупа был задержан первый подозреваемый в убийстве — Александр Кравченко, который ранее был осуждён на 10 лет за действительно совершённые им изнасилование и убийство десятилетней девочки. В связи с задержанием Кравченко отработка Чикатило была прекращена, о нём забыли.
Жена Кравченко была допрошена и дала показания, обеспечившие ему алиби на 22 декабря, поэтому 27 декабря он был отпущен. Но спустя короткое время, 23 января 1979 года, он совершил кражу у своего соседа, на следующее утро милиционеры нашли похищенное на чердаке его дома, что позволило вновь задержать его. В камеру к Кравченко подсадили убийцу-наркомана, который избивал его, вынуждая сознаться в убийстве Закотновой, а его жене сообщили, что её муж уже сидел в тюрьме за убийство (о чём она ранее не знала), и запугали её возможными обвинениями в соучастии в убийстве Закотновой. Напуганная женщина подписала признание, что алиби, обеспеченное ей мужу — ложное.
16 февраля 1979 года Кравченко признался в убийстве Закотновой. Сначала его приговорили к 15 годам тюрьмы, но родственники убитой девочки требовали пересмотра дела и смертной казни. В результате дело три раза отправляли на доследование, в конце концов Кравченко был приговорён к смертной казни и 5 июля 1983 года — расстрелян.
У следствия был ещё один подозреваемый. Пятидесятилетний Анатолий Григорьев, уроженец города Шахты, работник трамвайного парка, 31 декабря 1978 года праздновавший вместе с товарищами по работе наступление Нового года, будучи сильно пьян, стал им рассказывать, что это якобы он зарезал и задушил девочку, про которую «писали в газетах». Все знали, что «у Тольки по пьяни фантазия просыпается», поэтому никто не воспринял его слова всерьёз, но он сам, видимо, ожидал, что эти нетрезвые откровения ещё аукнутся. Приехав к дочери в Новочеркасск, он очень переживал, постоянно пил, плакал и говорил, что никого не убивал, а возвёл на себя напраслину. 8 января 1979 года, после того, как его дочь ушла на работу, Григорьев повесился в туалете.
Признавшись в убийстве Закотновой, Чикатило сообщил, что заманил её в «мазанку» обещаниями подарить жевательную резинку. По его словам, он хотел лишь «побаловаться с ней», но когда попытался раздеть, она стала кричать и вырываться; он испугался, что крики могут услышать соседи, и, навалившись на неё, стал душить; страдания жертвы настолько возбудили его, что он испытал сильнейший оргазм, что побудило его затем совершить все остальные насильственные действия, а затем — и убить. Тело девочки и её школьный портфель он выбросил в Грушевку.
В 1990 году смертный приговор в отношении Кравченко был отменён.

### Начало серии убийств

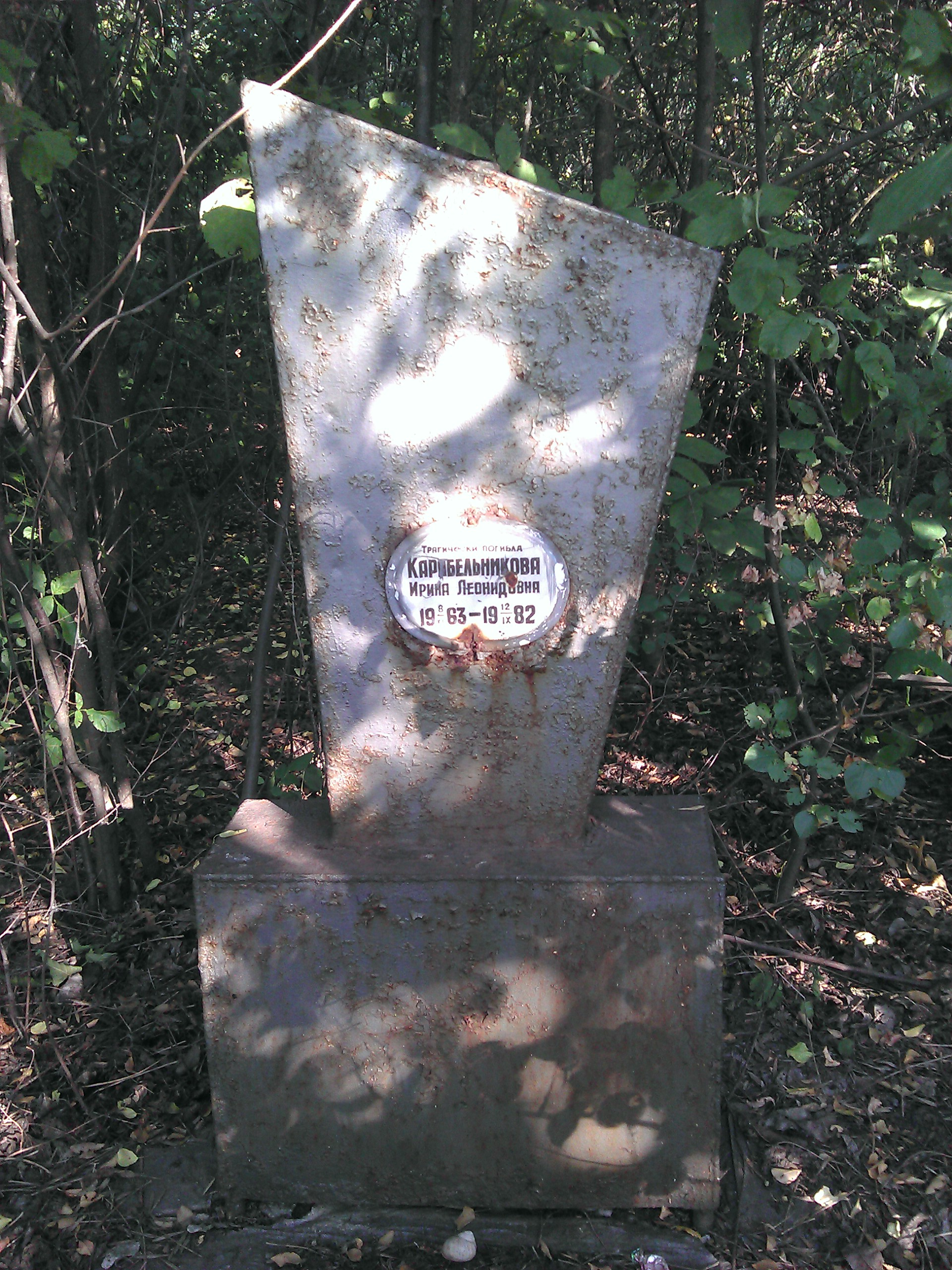
Памятник одной из жертв Чикатило, Ирине Карабельниковой, воздвигнутый её отцом на месте убийства

Чикатило, как было отмечено в приговоре, боялся разоблачения и снова стал убивать лишь после того, как было объявлено об осуждении Кравченко к смертной казни. В марте 1981 года он устроился старшим инженером в отдел материально-технического снабжения и сбыта Шахтинского производственного объединения «Ростовнеруд», где также исполнял обязанности начальника отдела. 3 сентября 1981 года он, предположительно (эпизод был исключён из приговора за недоказанностью), совершил второе убийство — семнадцатилетней Ларисы Ткаченко (по одним данным, она занималась проституцией, по другим — была учащейся ПТУ, приехавшей на полевые работы в местный совхоз). Труп Ткаченко был обнаружен на левом берегу Дона в полусотне метров от магистрали рядом с кафе «Наири»; она была задушена, её соски были откушены, рот набит грязью, а во влагалище и анус неизвестный вставлял деревянную палку (ветку дерева).
Почти через год, 12 июня 1982 года, Чикатило убил тринадцатилетнюю девочку, Любовь Бирюк. Убийство Бирюк является первым доказанным убийством, приговор по которому не был отменён; с него началась серия убийств: в 1982 году Чикатило убил семерых детей в возрасте от 9 до 18 лет.
Со своими будущими жертвами он чаще всего знакомился на автобусных остановках и вокзалах, а затем под каким-либо благовидным предлогом (показать короткую дорогу, помочь нести тяжёлую сумку, показать свою коллекцию почтовых марок, посмотреть редкий фильм на видеомагнитофоне, послушать музыкальную запись, показать компьютер и т. д.) заманивал их в лесополосу или другое укромное место. Иногда Чикатило проходил вместе со своими жертвами несколько километров, причём всегда шёл впереди и, удалившись от людных мест, неожиданно набрасывался с ножом. На изуродованных телах убитых обнаруживали до шестидесяти ножевых ранений, у многих были отрезаны и откушены носы, языки, гениталии, груди, выколоты глаза. Первой жертве Чикатило завязал глаза шарфом, а последующим — выкалывал, поскольку или боялся, что на сетчатке глаза жертв останется его изображение, или боялся подолгу смотреть в глаза людям и своим жертвам. Психиатр А. О. Бухановский в интервью М. М. Дейчу, касаясь вопроса выколотых Чикатило глаз, отмечал, что «Серийный преступник оставляет следы, которые следователь лишь фиксирует. А врачу они говорят о многом. Например, манипуляции с глазами: когда преступник выкалывает своим жертвам глаза или вырывает их из глазниц. Случайностей здесь не бывает, эта жестокость свидетельствует об определённом этапе развития болезни».
Психиатр и психоаналитик Д. Ю. Вельтищев отмечал:
С 1978 года у Ч. после усиленного переживания оргазма при виде крови жертвы возникает влечение к особо жестоким проявлениям садизма. Прежние сексуальные перверсии (фроттаж, педофилия, мастурбация) не доставляли подобного удовлетворения. Извращённое сексуальное влечение сочеталось с аффективными (эмоциональными) колебаниями — подавленностью, погруженностью в переживания, связанные с неудовлетворённым влечением, и душевным подъёмом, приятным чувством усталости после содеянного. Таким образом, на этом этапе формировались выраженные нарушения сексуального влечения — извращённость, потеря контроля и критического отношения к себе — на фоне нарастания эмоциональной холодности и диссоциации. Сексуальные перверсии (садизм, педофилия) совершались с особой жестокостью, с проявлениями вампиризма, каннибализма и некрофилии. Следует отметить стереотипный характер совершённых преступлений — особый отбор жертв, повторяемость в последовательности действий (удары ножом, выкалывание глаз и т. п.).
Наряду с этим сохранялись признаки извращённой шизоидной сенситивности (ранимости) — непереносимость взгляда жертвы. Нарастающая социальная дезадаптация при этом не была связана с характерными для таких перверсий агрессивностью и возбудимостью. Она проявлялась скорее в нарастании аутизма, шизоидности, сутяжного поведения…

### «Дело дураков»
В 1983 году дела об убийствах нескольких жертв Чикатило — Гудкова, Дуненковой, Бирюк, Стальмачёнок и двух неизвестных молодых девушек (позднее было установлено, что это — Карабельникова и Куприна) — были объединены в одно производство. Согласно первоначальной версии, убийства совершал психически больной человек, поэтому проводилась проверка в отношении многочисленных лиц, состоявших на учёте у психиатров.
В сентябре 1983 года в ростовском трамвайном депо милиция задержала некоего Шабурова, страдавшего умственной отсталостью. Вскоре он сообщил, что он вместе со своим знакомым Калеником, также умственно отсталым, совершил угон автомобиля и убивал детей. Каленик был задержан, после него были арестованы ещё несколько человек, все — из дома-интерната для умственно отсталых. Расследование в отношении этих лиц получило неофициальное название «Дело дураков». Задержанные давали признательные показания о якобы совершённых ими убийствах, но постоянно путались в деталях (место убийства, внешность и одежда жертвы и т. п.), признавались в совершении преступлений, которые произошли уже после их ареста.
Убийства тем временем продолжались. В сентябре 1983 года Чикатило убил неизвестную женщину возле Новошахтинска (её личность никогда не была установлена), в октябре — девятнадцатилетнюю Веру Шевкун в районе Шахт, в декабре — четырнадцатилетнего Сергея Маркова у станции Персиановка. В январе 1984 года в ростовском парке Авиаторов была убита семнадцатилетняя Наталья Шалопинина, там же в феврале — сорокачетырёхлетняя Марта Рябенко. По подозрению в совершении этих убийств были задержаны ещё несколько умственно отсталых, по версии следствия — члены той же банды. Они продолжали давать противоречивые показания, но убийства не прекращались. В 1985 году, после того, как руководство следствием перешло к Иссе Костоеву, «Дело дураков» было прекращено, а все задержанные по нему — освобождены.

### Первое задержание
На 1984 год приходится пик преступной деятельности Чикатило — он убил 15 человек, общее число его жертв достигло 32.
19 июля им была убита девятнадцатилетняя Анна Лемешева, которая шла от зубного врача и была заманена в лесополосу под предлогом сходить искупаться в пруду. При последующем нападении Лемешева оказала сильное сопротивление Чикатило, который смог справиться, только использовав свой нож. На теле Лемешевой были обнаружены многочисленные ножевые ранения, которые Чикатило нанёс в обе глазницы и в левый висок, а также не менее десяти ударов в левое бедро, в область молочных желёз и лобка. Кровь и судороги умирающей Лемешевой принесли Чикатило половое удовлетворение. Он полностью снял одежду с убитой, изрезав и разорвав её. Также в материалах уголовного дела отмечалось, что: «Соски молочных желёз откусил и проглотил. Мстя за свою неполноценность, вырезал половые органы, их потом выбросил, а матку грыз».
1 августа он поступил на должность начальника отдела материально-технического снабжения Ростовского производственного объединения «Спецэнергоавтоматика». Работа была связана с постоянными поездками по стране, что было очень удобно для совершения последующих преступлений. 2 августа была убита Наталья Голосовская, которую Чикатило завёл в парк Авиаторов, пообещав показать дорогу до шоссе, откуда, якобы, легче уехать в Новошахтинск. 7 августа в лесополосе у пансионата «Тихий Дон» Чикатило убил семнадцатилетнюю Людмилу Алексееву, нанеся ей 39 колотых и колото-резаных ран кухонным ножом с тёмной пластмассовой ручкой; у жертвы была отрезана и вставлена в рот верхняя губа, а также искромсана грудь и вырезан низ живота. 8 августа он поехал в свою первую командировку в Ташкент, где убил молодую женщину, находившуюся в нетрезвом состоянии и, отрезав ей голову, бросил в кусты, а также на кукурузном поле ударил кухонным ножом и добил камнями десятилетнюю девочку — Акмараль Сейдалиеву (Сардалиеву). 28 августа у пансионата «Тихий Дон» был убит одиннадцатилетний мальчик — Александр Чепель. 6 сентября в Парке авиаторов в Ростове-на-Дону была убита двадцатичетырёхлетняя Ирина Лучинская. Орудием убийств Чепеля и Лучинской послужил тот же нож, которым ранее была убита Людмила Алексеева.
14 сентября 1984 года на ростовском Центральном рынке его задержал участковый инспектор капитан милиции Александр Заносовский со своим напарником Шайх-Ахмедом Ахматхановым. Вечером предыдущего дня Чикатило привлёк внимание милиционеров своим подозрительным поведением на Пригородном автовокзале, находящемся неподалёку от парка Авиаторов, где к тому времени были найдены трупы 7 его жертв (к тому же за две недели до этого Заносовский уже обращал на него внимание и проверял его документы). Заносовский и Ахматханов установили за ним наблюдение, перемещаясь вслед за Чикатило по городу. Он бессистемно пересаживался с одного транспорта на другой, пытался знакомиться с девушками, приставал к ним в общественном транспорте. Ночь Чикатило провёл на Главном автовокзале; прямо там с ним занималась оральным сексом проститутка. С автовокзала он утром отправился на рынок и был там задержан. В его портфеле было обнаружено грязное полотенце, кухонный нож с тёмной пластмассовой ручкой, банка вазелина, кусок мыла и два мотка верёвки (шпагат). Наличие данных вещей он объяснил своей работой снабженца: верёвка используется для подвязывания разваливающейся коробки, нож — для обрезки лишнего конца верёвки, а вазелин использовался им для бритья во время командировок. Кроме того, в портфеле было найдено удостоверение внештатного сотрудника милиции. У Чикатило взяли кровь на анализ, его группа крови оказалась второй, при этом группа спермы, которая была обнаружена на трупе Димы Пташникова, была четвёртой. Позже это обстоятельство объяснят тем, что у Чикатило якобы было так называемое «парадоксальное выделительство»: кровь у него была второй группы, а выделения организма — четвёртой, и это обеспечивало ему своеобразное алиби. После суда Чикатило станет фигурировать в СМИ как «парадоксальный выделитель» — человек с крайне редкой особенностью организма («один на несколько миллионов»). На самом деле анализ обнаруженной спермы дал неправильный результат из-за микробной обсеменённости материала.
Чикатило отпустили, не проведя более подробного расследования и анализов. Однако вскоре его исключили из КПСС, членом которой он был с 1960 года, и приговорили к году исправительных работ по статье 92-й Уголовного кодекса РСФСР за хищение аккумулятора. Также Чикатило вменялась кража линолеума, но обвинение было снято за недоказанностью. Но освободили его уже через три месяца — 12 декабря 1984 года.

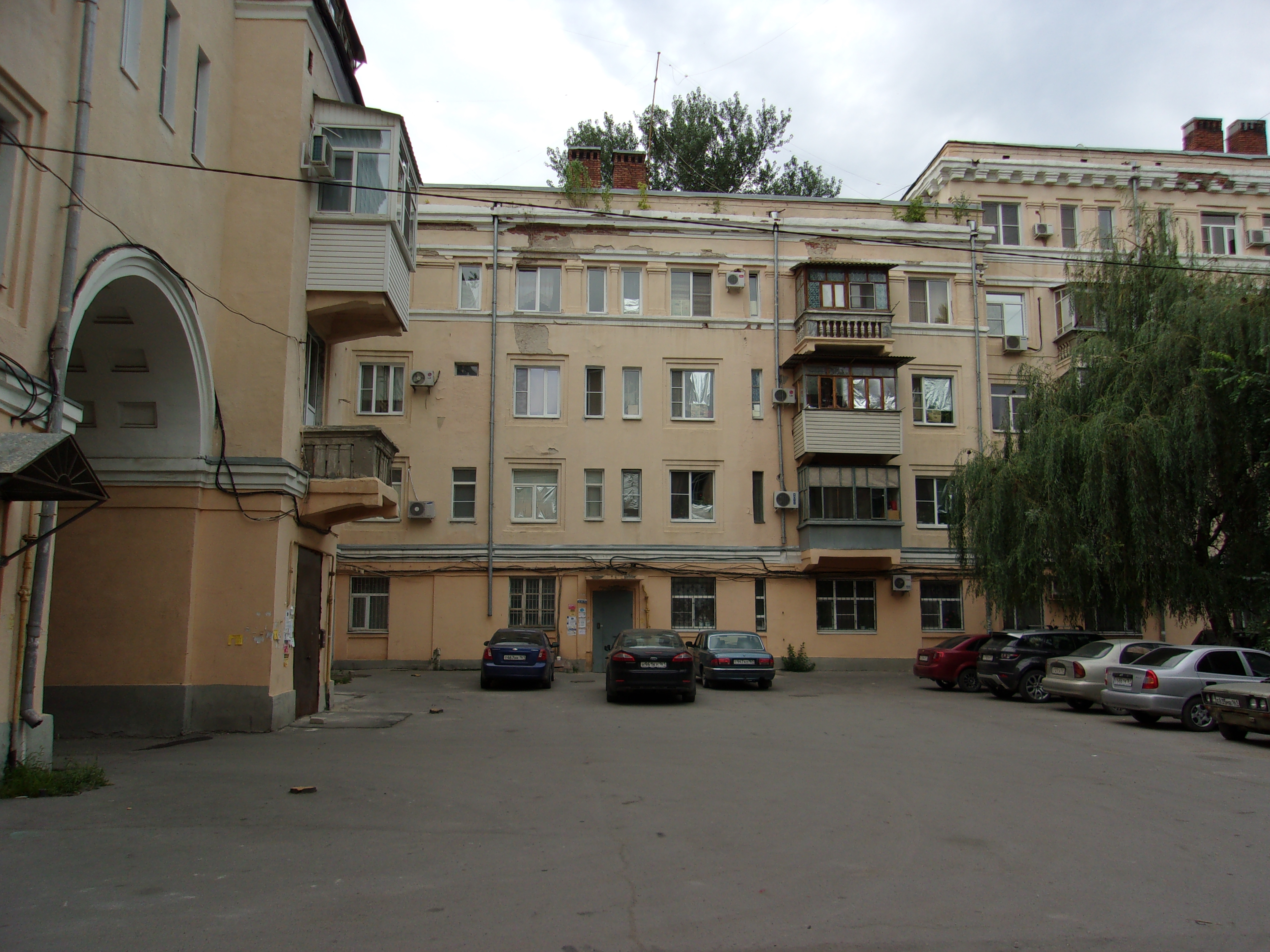
Подъезд дома в Новочеркасске, где семья Андрея Чикатило проживала к моменту его ареста (ул. Гвардейская, д. 36)

### Новые убийства и операция «Лесополоса»
В январе 1985 года Чикатило переехал с семьёй в Новочеркасск и там устроился на должность инженера на Новочеркасском электровозостроительном заводе, где позже стал начальником отдела металлов. В 1990 году перевёлся в отдел внешней кооперации Ростовского электровозоремонтного завода, где и проработал старшим инженером до момента ареста.
После своего первого задержания Чикатило убил ещё 21 человека.
1 августа 1985 года, заманив восемнадцатилетнюю Наталью Похлистову в лес за посёлком Востряково-1 вблизи от платформы Авиационная (Московская область), Чикатило убил её, нанеся ей 38 ножевых ран. 27 августа в лесу за Шахтинским автовокзалом было совершено убийство восемнадцатилетней Инессы Гуляевой.
Поскольку убийства в лесополосах продолжались, в декабре 1985 года началась проходившая под контролем ЦК КПСС операция «Лесополоса» — самое масштабное оперативное мероприятие, когда-либо проводившееся советскими и российскими правоохранительными органами. За всё время операции на причастность к серии убийств было проверено около 500 тысяч человек, попутно было раскрыто 1062 преступления (включая 95 убийств, 245 изнасилований, 140 случаев нанесения тяжких телесных повреждений, 105 случаев развратных действий и уголовно наказуемого в то время мужеложства, а также 477 других преступлений), была накоплена информация на 48 тысяч человек с сексуальными отклонениями, на спецучёт было поставлено 5845 человек, проверено 163 тысячи водителей автотранспорта. Были даже использованы военные вертолёты, чтобы патрулировать железнодорожные пути и прилегающие к ним лесополосы. Розыск убийцы обошёлся государству примерно в 10 миллионов рублей в ценах 1990 года.
В совещании, проводившемся областной прокуратурой по этому делу в Ростове-на-Дону в апреле 1987 года, принимали участие заместитель начальника следственного управления Прокуратуры СССР В. Ненашев и заместитель прокурора РСФСР Иван Землянушин. Оно открылось словами: «Дело „Лесополоса“ находится на контроле во всех вышестоящих инстанциях, а также в ЦК КПСС. В стране нет дела более важного, чем „Лесополоса“».
Специальную оперативную группу, занимавшуюся делом «убийцы из лесополосы», возглавлял Виктор Бураков, который обратился к психиатру Александру Бухановскому с просьбой составить психологический портрет преступника. Бухановский сразу отверг версии о том, что убийца является шизофреником или гомосексуалом. По его мнению, преступник был обычным, ничем не примечательным советским гражданином, с семьёй, детьми и работой (одним из прозвищ убийцы стало «Гражданин Икс»).

Фоторобот «Ростовского потрошителя»

Сотрудницы милиции, одетые в штатское, постоянно ездили на электричках в качестве приманки. Трасса Таганрог — Донецк — Ростов — Сальск на всём протяжении контролировалась работниками милиции. Будучи дружинником, Чикатило сам участвовал в этой операции и дежурил на вокзалах, «помогая» милиции ловить самого себя. Почувствовав усиление надзора, он стал более осторожен и за 1986 год не совершил ни одного убийства, а в 1987 году убивал лишь за пределами Ростовской области. К этому времени число его жертв достигло 34 человек.
Убийства продолжились в 1987 году, когда 16 мая он убил тринадцатилетнего Олега Макаренкова, чьи останки были обнаружены только в 1990 году, после ареста Чикатило. Трупы детей находили регулярно, даже в центре Ростова, в парке Авиаторов и Ботаническом саду. Он убивал и в других городах СССР, куда ездил в командировки — в Запорожье, Иловайске, Ленинградской области, Домодедове, Ревде, Кольчугине. Руководство следствием взял на себя Исса Костоев, занимавший должность заместителя начальника следственной части Прокуратуры РСФСР и уже имевший опыт в поимке серийного убийцы Владимира Стороженко.
С 1986 года по 1988 год в Ростовской области действовал ещё один серийный убийца, Константин Черёмушкин, убивший трёх девушек и одну девочку в городе Батайске. Он надеялся, что в его преступлениях обвинят «убийцу из лесополосы», однако следствие быстро выяснило, что их совершает другой убийца. В начале 1989 года Черёмушкин был арестован. 3 ноября того же года Ростовский областной суд приговорил его к высшей мере наказания — смертной казни через расстрел. В 1993 году приговор был приведён в исполнение.
В сентябре 1989 года Костоев посетил в Новочеркасской тюрьме приговорённого к смертной казни серийного убийцу Анатолия Сливко в надежде, что тот поможет следствию. Но Сливко, повторив предыдущую ошибку следствия, лишь указал на то, что убийства в лесополосах, скорее всего, совершают двое: один «специализируется» на мальчиках, другой — на девушках и женщинах. «Бесполезно» — сказал он — «Такого вычислить невозможно. По себе знаю».

### Психологический портрет убийцы
Психологический портрет убийцы (в терминологии Бухановского — «проспективный портрет преступника») из лесополосы, составленный Бухановским, занял 85 страниц машинописного текста.
Согласно ему, преступник не страдал психозом или умственной отсталостью. Внешне и по поведению он был вполне обычным человеком: жертвы доверяли ему. Он считал себя талантливым, хотя у него не было особых способностей. У него был разработан чёткий план по выслеживанию и заманиванию жертв, которого он строго придерживался. Он был гетеросексуалом, а мальчики для него выступали в качестве «символических объектов», на которых он, возможно, вымещал обиды и унижения, перенесённые в детстве и подростковом возрасте. Он был некросадистом, которому необходимо было наблюдать смерть и мучения людей, чтобы получить сексуальное удовлетворение. Чтобы привести жертву в беспомощное состояние, сначала он бил её по голове. Он был физически хорошо развит, высокого роста. Многочисленные ножевые ранения, которые он наносил, являлись для него способом «проникнуть» (в сексуальном смысле) в жертву. Клинок выполнял функцию полового члена, совершая в ране возвратно-поступательные движения, но не выходя из неё полностью, из чего следовало, что скорее всего, он был импотентом. Он ослеплял своих жертв, потому что боялся их взгляда. Отрезанные части тела он сохранял в качестве «трофеев». Отрезая половые органы у мальчиков, он пытался сделать их более похожими на женщин или выместить гнев на свою собственную сексуальную несостоятельность. Его возраст — от 25 до 50. Но, скорее всего, ему было от 45 до 50 лет — возраст, в котором наиболее часто развиваются сексуальные перверсии. Если он и был женат, то его жена не была к нему особенно требовательна и позволяла ему часто и подолгу отсутствовать дома. Возможно, у него был личный автотранспорт или его работа была связана с поездками. Он мог бы на время перестать убивать, если бы почувствовал опасность, но не остановился бы до тех пор, пока не был бы пойман или не умер.

### Второе задержание и арест
В 1990 году Чикатило убил ещё 8 человек. Последнее убийство он совершил 6 ноября. Жертвой стала 22-летняя проститутка Светлана Коростик. Убив её, он вышел из леса, и возле железнодорожной платформы Лесхоз перегона Сулин — Лесостепь его остановил сотрудник милиции сержант Игорь Рыбаков, который попросил предъявить документы ввиду того, что в этой местности люди обычно ходили за грибами, а одежда Чикатило (костюм и галстук) не подходила для грибника. Так как формального основания для ареста милиционер не имел, то, зафиксировав фамилию, он отпустил Чикатило.
Через несколько дней возле той же платформы был обнаружен труп Коростик. Судмедэксперт установил дату убийства — около недели до этого. Проверив рапорты дежуривших в то время милиционеров, Костоев обратил внимание на фамилию Чикатило, который уже задерживался в 1984 году по подозрению в причастности к убийствам в лесополосах. 17 ноября за Чикатило установили наружное наблюдение, в ходе которого было установлено, что он вёл себя подозрительно: пытался знакомиться с мальчиками и девушками, появлялся в местах, где ранее находили трупы. Кроме того, было выяснено, что Чикатило был настолько подавлен и рассеян после одной неудачной попытки познакомиться, что чуть не был сбит проезжавшим автомобилем, когда переходил дорогу.
Чикатило был задержан во вторник, 20 ноября 1990 года между 15:30 и 15:45 по местному времени. В тот день, отпросившись с работы, он пошёл в поликлинику, чтобы сделать рентген пальца, который во время борьбы ему прокусила его предпоследняя жертва — 16-летний Виктор Тищенко. Оказалось, что палец был сломан. Чикатило вернулся домой, затем пошёл в киоск за пивом (по другим данным — за квасом), взяв в качестве тары трёхлитровую банку, которую нёс в сумке-сетке для овощей. На обратном пути от пивного ларька, сделав попытку познакомиться с несовершеннолетними мальчиками, Чикатило был задержан тремя оперативниками, одним из которых был руководитель группы задержания Владимир Колесников. По словам одного из оперуполномоченных, принимавших участие в операции по задержанию Чикатило, все были удивлены, что «Чикатило вроде такой здоровый мужик, а пива он купил немного — в трёхлитровой банке было около полулитра». При обыске в его доме обнаружили 23 кухонных ножа, молоток, которым Чикатило добивал жертв, обувь, размер и рисунок подошвы которой совпали с отпечатком, найденным около трупа одной из жертв, а также уже известный портфель, в котором лежали верёвка, нож и вазелин. Г. Г. Бондаренко, который в 1984 году работал начальником уголовного розыска Первомайского отдела УВД, будучи вызванным в суд в качестве свидетеля, без тени сомнения опознал нож, который, по его словам, находился в известном портфеле Чикатило, когда того доставили с Центрального рынка в Первомайский отдел.

### Следствие
Чикатило допрашивали десять дней, но он ни в чём не сознавался. Прямых улик против него не было, и уже истекал установленный в советском законодательстве трёхдневный срок[уточнить] содержания под стражей. Тогда Костоев обратился за помощью к психиатру А. О. Бухановскому, и тот согласился побеседовать с убийцей. 28 ноября 1990 года после продолжительного разговора с Бухановским, во время которого он ознакомил Чикатило с выборочными местами из составленного им психологического портрета, Чикатило разрыдался и начал давать признательные показания в убийствах. В интервью М. М. Дейчу Бухановский отметил, что сразу понял: перед ним тот самый серийный убийца, а также понял причину нежелания Чикатило сотрудничать со следствием: убийца стремился скрыть свои фантазии, которые считал уникальными; Чикатило только у себя видел способность совершать подобные действия. Кроме того, Бухановский отметил, что не прибегал к гипнозу. В то же время в интервью 2018 года Костоев утверждал, что к моменту беседы с Бухановским Чикатило уже заявил о готовности дать признательные показания, а беседа с психиатром была нужна лишь для того, чтобы укрепить Чикатило в мнении, что он психически болен и нуждается в лечении, а также что Бухановский значительно преувеличил свои заслуги в разоблачении Чикатило и сделал себе на этом деле громкое имя.
Всего в ходе следствия Чикатило сознался в совершении 55 убийств, однако расследование по двум из них (убийства женщин в Шахтах в 1980—1981 и 1984 годах) было прекращено из-за отсутствия каких-либо доказательств, кроме слов самого Чикатило.

### Суд
Суд над Чикатило, начатый 14 апреля 1992 года, проходил в зале № 5 Ростовского дома правосудия: он стал первым крупным судебным процессом в истории постсоветской России. Объём материалов уголовного дела № 18/59639-85 составил 220 томов. Чикатило обвинялся в 56 убийствах, но в судебном процессе доказать смогли только 53, а в приговоре фигурировали 52 убийства, так как по одному эпизоду суд счёл доказательную базу недостаточной; кроме того, Чикатило вменялось несколько случаев растления несовершеннолетних. Тогда же он пытался отказаться от своих показаний, заявляя, что ему их на следствии «подсунули оптом», а он ошибочно подписал. Судебно-психиатрическая экспертиза, проводившаяся трижды, показала его полную вменяемость. Адвокат Чикатило пытался построить линию защиты на том, что его клиент является несчастным и больным человеком, который нуждается в медицинской помощи. Самого Чикатило, во избежание возможного самосуда со стороны родственников погибших, поместили в большую железную клетку. Во время судебных заседаний он пытался изобразить сумасшествие: кричал, оскорблял судей, государственного обвинителя и присутствующих в зале, обнажал половые органы, утверждал, что он беременный и кормящий. Мотивацию своих злодеяний Чикатило объяснял следующим образом: «Я делал это не ради сексуального удовлетворения. Скорее, это меня несколько умиротворяло». 15 октября его приговорили к смертной казни (многостраничный приговор судья Леонид Акубжанов начал читать 14 октября и закончил только на следующий день).
При назначении наказания ЧИКАТИЛО, несмотря ни на какие смягчающие его вину обстоятельства, учитывая чудовищные злодеяния, что он творил, судебная коллегия не может не назначить ему единственное наказание, которое он заслуживает — исключительную меру наказания, и приговаривает его — К СМЕРТНОЙ КАЗНИ.
Из приговора суда
Журналист и писатель А. А. Масалов по этому поводу отмечал, что «слово „расстрел“ вызвало в зале аплодисменты…».

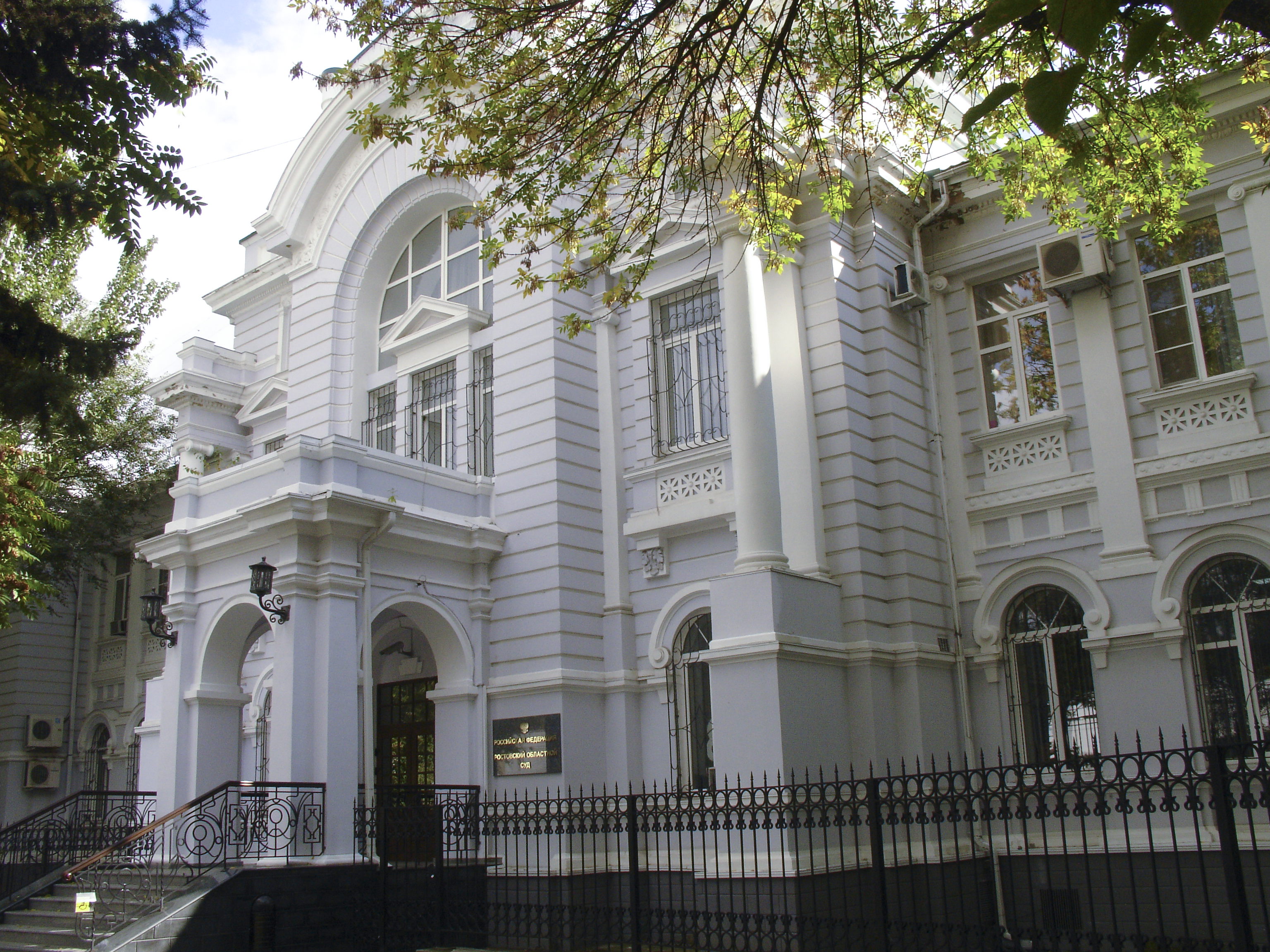
Здание Ростовского областного суда, где проходил процесс по делу Чикатило

### Казнь
После вынесения приговора Чикатило был доставлен в Новочеркасскую тюрьму. Находясь в камере смертников, Чикатило следил за своим здоровьем: не курил, делал зарядку, с аппетитом ел. Кроме того, он писал многочисленные жалобы в органы власти и редакции центральных газет на судью и следствие, а также прошения о помиловании на имя Президента России Бориса Ельцина. 4 января 1994 года было отклонено его последнее такое прошение, где Чикатило указывал на то, что 40 лет проработал на благо страны, прожил нелёгкую трудовую жизнь при «коммунистической тирании» и мечтает жить в новой и свободной России; уголовное дело, где его определяют как насильника, убийцу и людоеда, полностью сфабриковано и нет никаких фактов его виновности; отмечал, что у него «психопатия шизоидно-мозаичного круга с сексуальными перверсиями, головные боли от черепно-мозгового давления, бессонница, кошмары, аритмия сердца», которые он не может доказать, поскольку история болезни находится в Шахтинской психиатрической больнице; Чикатило выставлял себя самого жертвой советской политической системы, заявлял, что свято верил в «победу коммунизма во всём мире» и считает себя единственным настоящим коммунистом — «коммунистом № 1»; в заключении он просил о посмертной реабилитации своих деда и отца, ставших жертвами режима, а также об отмене собственного приговора 1984 года и о переводе из Новочеркасской тюрьмы в Москву для того, «чтоб говорить правду об этом странном, сенсационном деле, чтоб написать мемуары о моей трагической жизни, чтоб встретиться со специалистами — юристами, сексопатологами, психиатрами…». В самой последней строке Чикатило писал: «Прошу Вас оставить мне жизнь».
13 февраля 1994 года Чикатило сообщили, что ночным рейсом его доставят в Москву на новое обследование. Незадолго до 20:00 14 февраля 1994 года Чикатило на автомобиле УАЗ был доставлен в сопровождении двух конвоиров на место исполнения приговоров к расстрелу и казнён выстрелом в затылок. Он был похоронен под номером в безымянной могиле на кладбище Новочеркасской тюрьмы.

## Дебаты о Чикатило

### Сексуальное насилие
При первом задержании Чикатило в 1984 году и аресте в 1990 году в его портфеле была найдена банка вазелина, которая вместе с верёвкой и остро наточенным ножом была «приготовлена для его жертв». Когда Чикатило спросили, зачем ему вазелин, он ответил, что использует его в качестве крема для бритья «в долгих служебных разъездах». Позже на допросе он признался, что использовал его при изнасиловании жертв.
Многие специалисты, даже те, которые участвовали в проведении экспертизы Чикатило, утверждают, что он никогда не насиловал своих жертв, так как страдал импотенцией. Так, комиссия сексопатологов Московского института психиатрии Министерства здравоохранения России в своём заключении отмечала: «У Чикатило А. Р. выявлена слабая половая конституция на фоне органического снижения порогов возбудимости центров эякуляции. Этим обусловлено легкое достижение семяизвержения (без дополнительной стимуляции половых органов, без полового акта) при сексуально значимых действиях». С другой стороны, например, американский судебный психолог Кэтрин Рамсленд указывает на то, что, по крайней мере, одна из его жертв была найдена со следами изнасилования, и в её анусе была обнаружена сперма (впервые позволившая установить группу крови убийцы из лесополосы). Российские журналисты и писатели М. А. Гуревич и О. М. Либкин обращают внимание на то, что у Чикатило были сексуальные связи с любовницей — Валентиной Ж., которая раньше была женой его собственного шурина. Российский журналист и писатель А. А. Масалов отмечает: экспертиза показала, что Чикатило был некрофилом, поскольку некоторые из убитых были изнасилованы им уже после смерти, хотя в других случаях для удовлетворения своего сексуального желания ему было достаточно прикоснуться своим половым членом к ещё не успевшему остыть трупу жертвы.
Ю. М. Антонян отмечает: 
Сексуальные «серийные» убийства обладают общими характерными чертами, которые всегда связаны с интимной жизнью виновного, его психотравмирующими сексуальными переживаниями, его ощущениями своей сексуальной недостаточности, ущербности, что и позволяет называть подобные убийства сексуальными. В жизни каждого такого убийцы были серьёзные провалы в половой жизни, а у подавляющего большинства — подлинные катастрофы, то есть они не состоялись как мужчины. Так, Чикатило был импотентом, Головкин (убивший 12 мальчиков и подростков) и Ершов (зарубивший топором 4 женщин) — девственниками, убийца-людоед Джумагалиев испытывал отвращение к половому акту и т. д. Одним словом, почти все серийные сексуальные убийцы были сексуальными неудачниками либо ощущали себя таковыми.

### Вменяемость
Как указано в приговоре, Чикатило тщательно продумывал свои преступления и контролировал свои действия, чтобы избежать разоблачения (выбирал места, удобные для совершения убийства, проходя при этом с жертвой большое расстояние и поддерживая с ней беседу; заранее вырыл яму перед убийством Хоботова; следил, чтобы не испачкаться кровью жертвы; всегда забирал с собой орудия убийства и верёвки, которыми связывалась жертва и т. п.). Три судебно-психиатрические экспертизы, проводившиеся в Ростовском областном психоневрологическом диспансере и Всесоюзном НИИ общей и судебной психиатрии имени В. П. Сербского, однозначно признали Чикатило вменяемым, то есть «не страдавшим каким-либо психическим заболеванием и сохранившим способность отдавать себе отчёт о своих действиях и руководить ими». Однако журналист и писатель, редактор отдела происшествий газеты «Вечерняя Москва» Н. С. Модестов считает, что вердикт врачей был продиктован желанием обезопасить общество от убийцы, поскольку, если бы Чикатило признали невменяемым, то есть психически больным, он избежал бы расстрела и попал на принудительное лечение в специальную лечебницу, а значит, через какое-то время мог бы снова оказаться на свободе.
Психиатр А. О. Бухановский ещё с первой беседы с Чикатило был твёрдо убеждён, что тот болен и нуждается в психиатрическом лечении, для чего позднее Бухановский собирался создать независимую экспертизу с подобранными им врачами-психиатрами. Он утверждал, что после принятия нового Уголовного кодекса Чикатило могли бы признать «ограниченно вменяемым», что также означало бы психиатрическую больницу специального назначения. Признание Чикатило вменяемым означает, что он осознавал противоправный характер своих действий и мог целенаправленно контролировать своё поведение. Но вменяемость не подразумевает признания человека психически здоровым, а его поведение — нормальным.

Журналист и писатель А. А. Масалов вспоминал: 
Я был на нескольких заседаниях суда, проходившего в Ростове-на-Дону, видел убийцу с расстояния метров десяти, двадцати… Он сидел в клетке, и только из поведения подсудимого можно было уверенно сделать вывод: он явно психически ненормален…
 Он также отметил, что, «по мнению некоторых исследователей, медики выдали подобные заключения под нажимом прокуратуры, чтобы маньяк не угодил вместо суда в психушку».
Психиатр и психоаналитик Д. Ю. Вельтищев составил следующий психологический портрет Чикатило: 
С детских лет характер Ч. отличался замкнутостью, повышенной ранимостью, сенситивностью и тревожностью. Трудности контактов со сверстниками, особенно с девочками, боязнь попроситься в туалет во время уроков, обратиться к незнакомым людям были связаны с переживаниями собственной неполноценности, которые компенсировались необычными увлечениями: рисованием карт, построением численных рядов, — а позднее увлечением идеями сталинизма, переписыванием имён коммунистических вождей. В своих фантазиях он представлял себя генеральным секретарём партии, выступающим с трибуны. Переживание враждебности окружающего порождало чувство ненависти, возрастающее с годами. Постепенно стирались депрессивные состояния — с проявлением бессильной ярости, переживанием чувства обиды и ощущении собственной неполноценности. Началась переоценка собственной личности, появились мысли о собственной исключительности. Наиболее ярко это прослеживается в подростковом возрасте, когда возникшее чувство неполноценности, связанное с неудачным сексуальным опытом, компенсировалось повышенным интересом к учёбе, увлечением марксистской философией, ожиданием скорого коммунизма как избавления от несправедливости и враждебности окружающего мира.

### «Парадоксальное выделительство»
В приговоре Ростовского областного суда по делу Чикатило его длительное неразоблачение объяснялось не ошибками экспертов и огрехами следователей в целом, а именно «парадоксальным выделительством» виновного: несовпадением его выделений (спермы) и крови по антигенной системе AB0. Группа крови Чикатило была второй (A), но в его сперме, найденной на одной из жертв, были обнаружены ещё и следы антигена B, что давало основание считать, что у убийцы из лесополосы кровь четвёртой группы (AB). У Чикатило оказалась неподходящая группа крови, и поэтому после задержания в сентябре 1984 года он был отпущен.
Криминалист «с двадцатисемилетним стажем работы в органах внутренних дел», доктор юридических наук профессор Юрий Дубягин считает, что «парадоксальное выделительство» было специально придумано для того, чтобы оправдать халатность судебно-медицинского эксперта — заведующей судебно-биологическим отделением Бюро главной судебно-медицинской экспертизы Минздрава России С. В. Гуртовой, проводившей в 1984 году анализ крови Чикатило. Сама С. В. Гуртовая признала, что допустила неточность, и ей следовало в заключении написать «человек, в сперме которого содержатся указанные антигены», а также отметила, что если против подозреваемого есть веские улики, а группа крови не совпадает, то рекомендовала следствию проверить сперму.
В 2003 году Исса Костоев прямо сказал о том, что «при анализе была допущена неточность».

### «Организованный» или «дезорганизованный» серийный убийца
Известная классификация, разработанная специальными агентами ФБР Роем Хейзелвудом и Джоном Дугласом (статья «The Lust Murderer», 1980), разделяет всех серийных убийц по методу убийств на два типа: организованные несоциальные и дезорганизованные асоциальные.
Организованные убийцы характеризуются способностью контролировать свои желания, у них есть чёткий план по выслеживанию и обольщению жертвы. Если план даёт сбой, то убийца способен отложить его реализацию. Соответственно, интеллект организованного убийцы нормален или даже выше среднего, часто они имеют высшее образование.
В противоположность организованным серийным убийцам, дезорганизованные не способны контролировать свои эмоции и совершают убийства в приступе ярости (в состоянии аффекта), часто они убивают в буквальном смысле «первого попавшегося» человека. Их интеллект обычно снижен, вплоть до умственной отсталости, или же у них имеется психическое заболевание. В отличие от организованных убийц, они социально дезадаптированы (не имеют работы, семьи, живут одни, не ухаживают за собой и своим жильём), то есть не носят «маску нормальности». Чикатило совершал свои убийства в состоянии аффекта, но сознательно, планомерно готовил условия для их совершения (мог настолько усыпить бдительность своих жертв, что некоторые проходили с ним в лесу до пяти километров). Если жертва отказывалась пойти с ним, то он никогда не давил на неё, боясь привлечь свидетелей, а тут же отправлялся на поиски новой.
Криминалисты В. А. Образцов и С. Н. Богомолова однозначно относят Чикатило к «дезорганизованному асоциальному типу». В то же время, согласно критериям Хейзелвуда — Дугласа, дезорганизованный убийца обычно живёт рядом с местами убийств — Чикатило же совершал свои убийства по всей Ростовской области и по всему Советскому Союзу. С другой стороны, организованный убийца старается не оставлять на месте преступления улик, избавиться от трупа — Чикатило же оставлял «хаотичную картину преступления», с множеством улик, и не старался скрыть тело.
Российские журналисты и писатели М. А. Гуревич и О. М. Либкин обращают внимание на то, что после убийства Лены Закотновой и следственных мероприятий в отношении Кравченко Чикатило делает перерыв: «И он бежит. Он даже меняет место работы: подальше от сослуживцев, которые всё про него знают, подальше от малолеток, один вид которых вызывает у него вожделение, подальше от педагогического поприща, на котором он успел так нагадить. От всех соблазнов — подальше. <…> Он выжидает, затаившись, со звериной настороженностью. Терпеливо ждёт своего часа…».

## Список жертв
Следствие предъявило Чикатило обвинение в совершении 53 убийств. Однако его виновность в одном из них Ростовский областной суд счёл недоказанной, а ещё 9 убийств были исключены из приговора Верховным Судом РФ, так что в итоге доказанной считается его виновность в 43 убийствах. Ниже приведён изначальный список жертв в соответствии с обвинительным заключением.
| #  | Фамилия и имя                    | Пол | Дата рождения    | Дата и место убийства                                       | Возраст | Примечания |
| -- | -------------------------------- | --- | ---------------- | ----------------------------------------------------------- | ------- | --- |
| 1  | Елена Закотнова                  | Ж   | 13 ноября 1969   | 22 декабря 1978, Шахты                                      | 9       | Тело найдено 24 декабря 1978 года в реке Грушевка. За убийство Елены Закотновой 5 июля 1983 года был расстрелян 29-летний Александр Кравченко, впоследствии признанный невиновным в этом преступлении. Эпизод исключён из приговора Верховным Судом РФ за недоказанностью. |
| 2  | Лариса Ткаченко                  | Ж   | 28 июня 1964     | 3 сентября 1981, Ростов-на-Дону                             | 17      | Тело найдено 4 сентября 1981 года в лесополосе на левом берегу Дона. По одной версии, Ткаченко была проституткой и обычно встречалась с солдатами, а Чикатило познакомился с ней на автобусной остановке возле Ростовской публичной библиотеки (улица Энгельса). Заведя её в лесополосу, он попытался заняться с ней сексом, но у него не получалось возбудиться. Когда Ткаченко стала высмеивать его, он нанёс ей несколько ударов ножом и задушил руками. Забил рот землёй, откусил сосок и вводил палку во влагалище и анальный проход. По другой, Ткаченко была учащейся ПТУ, приехавшей на полевые работы в местный совхоз. Эпизод исключён из приговора Верховным Судом РФ за недоказанностью.                            |
| 3  | Любовь Бирюк                     | Ж   | 20 апреля 1969   | 12 июня 1982, Донской                                       | 13      | Тело найдено 27 июня 1982 года в лесополосе вдоль автотрассы Новочеркасск — Багаевская, неподалёку от посёлка Донской. Чикатило нанёс ей сильные удары рукояткой ножа по голове, и от 22 до 44 колото-резаных ран ножом в глазницы, шею, грудь и руки. |
| 4  | Любовь Волобуева                 | Ж   | 25 июня 1968     | 25 июля 1982, Краснодар                                     | 14      | Девочка из Новокузнецка, ожидала пересадки на другой самолёт. Тело с 7 ножевыми ранами было найдено 7 августа 1982 года недалеко от аэропорта Краснодара, в 150 метрах от мастерских. |
| 5  | Олег Пожидаев                    | M   | 19 мая 1973      | 13 августа 1982, Энем, Адыгейская АО                        | 9       | Чикатило завёл жертву на опушку леса вблизи посёлка Энем. Тело так и не было найдено. Чикатило отрезал у него гениталии и унёс с собой. Эпизод исключён из приговора Верховным Судом РФ за недоказанностью. |
| 6  | Ольга Куприна                    | Ж   | 10 апреля 1966   | 16 августа 1982, Казачьи Лагери                             | 16      | После скандала с родителями ушла из дома и не вернулась. Тело со множеством колото-резаных ран (смерть наступила от тяжёлых повреждений сосудов шеи, сердца и лёгких) было найдено 27 октября 1982 года в лесополосе возле посёлка Казачьи Лагери пригородной линии Ростов — Шахты. |
| 7  | Ирина Карабельникова             | Ж   | 8 ноября 1963    | 8 сентября 1982, Шахты                                      | 18      | Ушла из дома после скандала с родителями и не вернулась. Тело найдено 20 сентября 1982 года в лесополосе на 1131 километре железнодорожного перегона Горная — Шахтная линии Москва — Ростов-на-Дону рядом со станцией Шахтная. |
| 8  | Сергей Кузьмин                   | M   | 21 октября 1966  | 15 сентября 1982, Шахты                                     | 15      | Сбежал из интерната из-за издевательств над ним старшеклассников и не вернулся. Тело было найдено 12 января 1983 года в лесополосе между железнодорожной платформой Кирпичный и станцией Шахтная. |
| 9  | Ольга Стальмачёнок               | Ж   | 1 мая 1972       | 11 декабря 1982, Новошахтинск                               | 10      | Пошла на занятия в музыкальную школу и не вернулась домой. Тело было найдено 14 апреля 1983 года под столбом высоковольтной линии на пахотном поле совхоза № 6 возле Новошахтинска. Чикатило вырезал у неё сердце и унёс с собой. Эпизод исключён из приговора Верховным Судом РФ за недоказанностью. |
| 10 | Лора (Лаура) Саркисян            | Ж   | —                | После 18 июня 1983, Ростов-на-Дону                          | 15      | Страдала слабоумием. Сбежала из дома. Согласно книге Кривича и Ольгина, тело было обнаружено вблизи 1131-го километра перегона Горная — Шахтная; в то же время в приговоре суда отмечено, что труп Саркисян обнаружен не был, а Чикатило в ходе следствия не смог показать место убийства. Ростовский областной суд указал в приговоре, что не сомневается в вине Чикатило в данном деле, однако считает не доказанным, что убитой была именно Саркисян, и исключил её убийство из приговора. Впоследствии вся эта формулировка была исключена из приговора Верховным судом РФ. |
| 11 | Ирина Дуненкова                  | Ж   | 13 мая 1970      | Июль 1983, Ростов-на-Дону                                   | 13      | Была младшей сестрой любовницы Чикатило. По одним данным, страдала олигофренией, а по другим — синдромом Дауна. Тело было найдено 8 августа 1983 года в парке Авиаторов. |
| 12 | Людмила Куцюба                   | Ж   | 29 июня 1959     | Июль 1983, Шахты                                            | 24      | Была инвалидом с детства, матерью двоих детей; бродяжничала. Тело было найдено 12 марта 1984 года в лесополосе между ОП Кирпичный и станцией Шахтная. |
| 13 | Игорь Гудков                     | M   | 26 декабря 1975  | 9 августа 1983, Ростов-на-Дону                              | 7       | Самая младшая жертва Чикатило. Тело было найдено 28 августа 1983 года в парке Авиаторов. |
| 14 | Валентина Чучулина               | Ж   | 29 января 1961   | После 19 сентября 1983, Шахты                               | 22      | Тело было найдено 27 ноября 1983 года. |
| 15 | Неопознанная женщина             | Ж   | —                | Сентябрь 1983, Новошахтинск                                 | 18—25   | Тело было найдено 28 октября 1983 года в лесополосе на окраине Новошахтинска. |
| 16 | Вера Шевкун                      | Ж   | 23 сентября 1964 | 27 октября 1983, Шахты                                      | 19      | Тело было найдено 30 октября 1983 года в лесополосе у хлопчатобумажного комбината возле города Шахты. Чикатило ампутировал у неё обе груди. |
| 17 | Сергей Марков                    | M   | 3 апреля 1969    | 27 декабря 1983, Персиановский                              | 14      | Тело было найдено 1 января 1984 года в районе железнодорожной станции Персиановка линии Москва — Ростов-на-Дону. Чикатило нанёс ему до 70 ударов ножом и ампутировал гениталии. В анусе убитого была обнаружена сперма 4-й группы. |
| 18 | Наталья Шалопинина               | Ж   | 16 мая 1966      | 9 января 1984, Ростов-на-Дону                               | 17      | Подруга другой ранней жертвы — Ольги Куприной. Тело было найдено 10 января 1984 года в парке Авиаторов. Чикатило нанёс ей 28 ножевых ран. Эпизод исключён из приговора Верховным Судом РФ за недоказанностью. |
| 19 | Марта Михайловна Рябенко         | Ж   | 18 марта 1939    | 21 февраля 1984, Ростов-на-Дону                             | 44      | Самая старшая жертва. Была бродягой и алкоголичкой. Тело было найдено 22 февраля 1984 года в парке Авиаторов. Чикатило отсёк ей соски и вырезал матку. |
| 20 | Дмитрий Пташников                | M   | 19 сентября 1973 | 24 марта 1984, Новошахтинск                                 | 10      | Тело было найдено 27 марта 1984 года. Чикатило откусил у него язык и пенис. Возле тела милиция впервые обнаружила улику — отпечаток обуви убийцы. |
| 21 | Татьяна Петросян                 | Ж   | 25 июля 1954     | 25 мая 1984, Шахты                                          | 29      | Была любовницей (по другим сведениям, просто сотрудницей) Чикатило. Тело было найдено 27 июля 1984 года. Была убита вместе со своей дочерью Светланой. |
| 22 | Светлана Петросян                | Ж   | 12 ноября 1973   | 25 мая 1984, Шахты                                          | 10      | Тело было найдено 5 июля 1984 года. Чикатило убил её, нанеся молотком удар по голове. Была убита вместе со своей матерью Татьяной Петросян. |
| 23 | Елена Бакулина                   | Ж   | 14 декабря 1962  | Июнь 1984, Багаевский район                                 | 21      | Тело было найдено 27 августа 1984 года. |
| 24 | Дмитрий Илларионов               | M   | 21 марта 1971    | 10 июля 1984, Ростов-на-Дону                                | 13      | Тело было найдено 12 августа 1984 года. |
| 25 | Анна Лемешева                    | Ж   | 9 сентября 1964  | 19 июля 1984, Шахты                                         | 19      | Заманил девушку в лесополосу под предлогом купания. Тело было найдено 25 июля 1984 года. Обнаружены множественные ножевые ранения, нанесённые в обе глазницы и в левый висок, а также не менее десяти в левое бедро и в область молочных желез и лобка. Тело было изрезано, отсечены соски, искромсаны половые органы, вырезана матка. |
| 26 | Светлана (Сармите) Цана          | Ж   | 3 мая 1964       | Июль 1984, Ростов-на-Дону                                   | 20      | Тело было найдено 9 сентября 1984 года в парке Авиаторов. Эпизод исключён из приговора Верховным Судом РФ за недоказанностью. |
| 27 | Наталья Голосовская              | Ж   | 3 марта 1968     | 2 августа 1984, Ростов-на-Дону                              | 16      | Тело со следами ножевых ранений было обнаружено 3 августа 1984 года в парке Авиаторов недалеко от ограды детского сада «Лесная сказка». |
| 28 | Людмила Алексеева                | Ж   | 7 апреля 1967    | 7 августа 1984, Ростов-на-Дону                              | 17      | Тело было найдено 10 августа 1984 года. Чикатило кухонным ножом с тёмной пластмассовой ручкой нанёс ей 39 колотых и колото-резаных ран; у жертвы была отрезана нижняя губа и вставлена в рот, а также искромсана грудь и вырезан низ живота. |
| 29 | Неопознанная женщина             | Ж   | —                | Между 8 и 11 августа 1984, Ташкентская область, УзССР       | 20—25   | Тело не было опознано. Дата обнаружения неизвестна. На момент убийства женщина находилась в нетрезвом состоянии. |
| 30 | Акмараль Сейдалиева (Сайдалиева) | Ж   | 19 мая 1974      | 13 августа 1984, Ташкентская область, УзССР                 | 10      | Убита в кукурузном поле кухонным ножом и камнями. Дата обнаружения тела неизвестна. |
| 31 | Александр Чепель                 | M   | 12 февраля 1973  | 28 августа 1984, Ростов-на-Дону                             | 11      | Тело было найдено 2 сентября 1984 года в лесополосе на левом берегу Дона. Чикатило познакомился с ним возле кинотеатра «Буревестник» на Ворошиловском проспекте и заманил его в лес обещаниями «показать видеофильм». Убил его, разрезав живот. Орудием убийства послужил тот же нож, которым была убита Людмила Алексеева. |
| 32 | Ирина Лучинская                  | Ж   | 28 февраля 1960  | 6 сентября 1984, Ростов-на-Дону                             | 24      | Тело было найдено 7 сентября 1984 в парке Авиаторов. Орудием убийства послужил тот же нож, которым были убиты Людмила Алексеева и Александр Чепель. |
| 33 | Наталья Похлистова               | Ж   | 23 февраля 1967  | 31 июля 1985, Домодедовский район, Московская область       | 18      | Тело было найдено 3 августа 1985 года в лесу неподалёку от аэропорта «Домодедово». Чикатило нанёс своей жертве 38 ножевых ран. |
| 34 | Ирина (Инесса) Гуляева           | Ж   | 16 марта 1967    | 28 августа 1985, Шахты                                      | 18      | Бродяга и алкоголичка родом из села Отрадное, накануне убийства была выпущена из специального приёмника. Тело было найдено 28 августа 1985 года в лесополосе возле города Шахты. Чикатило заманил её в лес за шахтинским автовокзалом, пообещал предоставить ночлег. Под её ногтями были найдены красная и синяя нитки, между пальцами — седой волос. На теле был обнаружен пот, который имел 4-ю группу, в то время как у самой Гуляевой кровь была 1-й группы. В желудке была найдена непереваренная пища — это может означать, что убийца заманил её в лесополосу, предложив еду. |
| 35 | Олег Макаренков                  | M   | 19 мая 1974      | 16 мая 1987, Ревда, Свердловская область                    | 13      | Макаренков учился в школе для умственно отсталых детей и «страдал олигофренией в степени лёгкой дебильности нелепого генезиса». Тело было найдено только в 1991 году, после ареста Чикатило. Чикатило заманил мальчика, предложив съездить на дачу, и зверски убил в загородном лесу у железнодорожной станции Барановка, неподалёку от железной дороги, а его изорванную одежду разбросал по дороге. |
| 36 | Иван Биловецкий                  | M   | 10 января 1975   | 29 июля 1987, Запорожье, УССР                               | 12      | Тело было найдено 31 июля 1987 года. Чикатило провёл воспитательную беседу о вреде курения со своей жертвой. А когда Биловецкий направился через лесопосадку домой, Чикатило на него набросился и задушил, набив рот землёй. Эпизод исключён из приговора Верховным Судом РФ за недоказанностью. |
| 37 | Юрий Терешонок                   | M   | 18 июня 1971     | 15 сентября 1987, Всеволожский район, Ленинградская область | 16      | Останки были найдены в начале 1991 года возле поймы реки Грузинка. С 7 по 27 сентября 1987 года Чикатило находился в командировке в Ленинграде. С учащимся ПТУ Юрием Терешонком он познакомился в буфете Финляндского вокзала и предложил поехать к себе на дачу в Лемболово. Естественно, никакой дачи у Чикатило там не было, а Лемболово он назвал потому, что этот населённый пункт оказался первым на табло отправляющихся электричек. Прибыв туда вместе с Терешонком, Чикатило отошёл с ним вглубь леса на 200 метров, затем столкнул его с тропинки, несколько раз ударил, повалил на землю, связал ему руки шпагатом и стал бить ножом. Тело засыпал землёй.                                                           |
| 38 | Неопознанная женщина             | Ж   | —                | Апрель 1988, Красный Сулин                                  | 22—30   | Тело было найдено 8 апреля 1988 года на пустыре возле города Красный Сулин. |
| 39 | Алексей Воронько                 | M   | 14 марта 1979    | 14 мая 1988, Иловайск, Донецкая область, УССР               | 9       | Пошёл в гости к бабушке и не вернулся. Тело было найдено 17 мая 1988 года в лесополосе возле Иловайска. Чикатило отрезал у него гениталии и вскрыл живот. Одноклассник Воронько рассказал милиции, что видел с ним высокого мужчину средних лет с усами и золотыми зубами, со спортивной сумкой. Эпизод исключён из приговора Верховным Судом РФ за недоказанностью. |
| 40 | Евгений Муратов                  | M   | 11 ноября 1972   | 14 июля 1988, Красносулинский район                         | 15      | Муратов ехал в Новочеркасск поступать в техникум. Тело было найдено 11 апреля 1989 года в лесополосе вблизи железнодорожной платформы Лесхоз (1115 км) перегона Сулин — Лесостепь линии Москва — Ростов-на-Дону. Чикатило связал Муратова шпагатом и разрезал живот. Кроме того, Чикатило «открыл ему рот и отрезал кончик языка, который проглотил». |
| 41 | Татьяна Рыжова                   | Ж   | 26 февраля 1973  | 8 марта 1989, Шахты                                         | 16      | Тело было найдено 9 марта 1989 года в канализационном люке. Чикатило привёл её в квартиру своей дочери (она пустовала после развода дочери с мужем). Там он напоил Рыжову спиртом, убил и расчленил, отрезав ноги и голову обычным кухонным ножом. Останки завернул в спортивный костюм Рыжовой и газеты. На санках перевёз останки на пустырь и там сбросил в канализационный люк. По одной версии, санки он одолжил у соседа, по другой — отнял на улице у пожилой женщины. Когда Чикатило перевозил санки через железнодорожные пути, ему предложил помочь какой-то мужчина. Сначала Чикатило испугался и растерялся, но согласился, и мужчина помог ему перевезти санки, нагруженные человеческими останками, через рельсы. |
| 42 | Александр Дьяконов               | M   | 10 мая 1981      | 11 мая 1989, Ростов-на-Дону                                 | 8       | Ушёл на прогулку и не вернулся домой. Тело было найдено 14 июля 1989 года. Чикатило признался, что «нанёс большое количество ударов перочинным ножом» и вырезал половые органы, которые завернул в шапочку и закопал. |
| 43 | Алексей Моисеев                  | M   | 13 октября 1978  | 20 июня 1989, Кольчугино, Владимирская область              | 10      | Тело было найдено 6 сентября 1989 года. Моисеев был проблемным ребёнком, он состоял в дурной компании, курил и нюхал клей. Вплоть до ареста Чикатило уголовное дело не возбуждали и смерть ребёнка списали на отравление бытовой химией, возможно умышленно скрыв телесные повреждения, найденные на трупе. |
| 44 | Елена Варга                      | Ж   | 25 октября 1970  | 19 августа 1989, Родионово-Несветайский район               | 18      | Студентка из Венгрии, имела маленького двухлетнего ребёнка. Тело было найдено 1 сентября 1989 года в лесополосе в полутора километрах от хутора Краснознаменка. Чикатило познакомился с ней на автобусной остановке и предложил донести её сумки до дома. Заведя её в лесополосу под предлогом «короткой дороги», он убил её, отрезал груди, вырезал матку, срезал мягкие ткани лица, завернул всё в обрывки её одежды и пошёл со всем этим на день рождения своего отца. |
| 45 | Алексей Хоботов                  | M   | 1 мая 1979       | 28 августа 1989, Шахты                                      | 10      | Тело было найдено 12 декабря 1990 года на кладбище. Чикатило похоронил его в могиле, которую собственноручно вырыл для себя на городском кладбище Шахт в 1987 году (по его словам, он замышлял самоубийство). Это был первый труп, показанный Чикатило следствию. Мать жертвы Лидия Николаевна Хоботова почти год ходила по ростовским станциям и электричкам, показывая всем фотографию Алексея в надежде, что кто-нибудь его видел. Однажды в электричке она показала фотографию самому Чикатило. На следствии она узнала его по характерному жесту, которым он поправлял свои очки. |
| 46 | Андрей Кравченко                 | M   | 27 апреля 1978   | 14 января 1990, Шахты                                       | 11      | Тело было найдено 19 февраля 1990 года. Чикатило несколько раз ударил Кравченко ножом и испытал оргазм. Эпизод исключён из приговора Верховным Судом РФ за недоказанностью. |
| 47 | Ярослав Макаров                  | M   | 14 апреля 1979   | 7 марта 1990, Ростов-на-Дону                                | 10      | Тело было найдено 8 марта 1990 года в ботаническом саду РГУ. Чикатило изнасиловал жертву, с помощью ножа № 20 отрезал кончик языка. Уже мёртвому вспорол живот, нанеся множество ударов в одно и то же место. |
| 48 | Любовь Зуева                     | Ж   | 30 августа 1958  | 4 апреля 1990, Красносулинский район                        | 31      | Зуева была психически неполноценна. Тело было найдено 24 августа 1990 года в лесополосе вблизи железнодорожной платформы Лесхоз. По собственному признанию Чикатило, он «Сделал с ней то же самое, что и с другими женщинами… Стал резать, кусать, по-моему, распорол живот, отсёк матку». |
| 49 | Виктор Петров                    | M   | 25 февраля 1977  | 28 июля 1990, Ростов-на-Дону                                | 13      | Тело было найдено в конце июля 1990 года в ботаническом саду РГУ. Петров был на ростовском вокзале со своей матерью, ушёл вместе с Чикатило попить воды и не вернулся. |
| 50 | Иван Фомин                       | M   | 20 мая 1979      | 14 августа 1990, Новочеркасск                               | 11      | Тело было найдено 17 августа 1990 года на территории городского пляжа «Аксакай». Чикатило подкараулил мальчика у камышей, куда тот пошёл переодеваться, и зарезал его складным ножом. В общей сложности он нанёс своей жертве 42 ножевые раны и кастрировал, когда тот был ещё жив. В руке у Фомина нашли клок седых волос. Сам Чикатило говорил следователям: «Я считаю, что сперма на трико Фомина принадлежит мне. После убийства я вытирал свой половой член об одежду мальчика». |
| 51 | Вадим Громов                     | M   | 22 июля 1974     | 16 октября 1990, Красносулинский район                      | 16      | Юноша страдал умственной отсталостью. Тело было найдено 30 октября 1990 года в лесополосе вблизи ОП Лесхоз перегона Сулин — Лесостепь. Чикатило нанёс ему удар по голове и 27 ран перочинным ножом, а также откусил у жертвы кончик языка и проглотил. |
| 52 | Виктор Тищенко                   | M   | 15 апреля 1974   | 30 октября 1990, Шахты                                      | 16      | Тело было найдено 3 ноября 1990 года в лесополосе на 1128-м километре железнодорожного перегона Горная — Шахтная, между платформами Сады (ныне Атюхта) и Кирпичный (1129 км). Борясь за жизнь, юноша прокусил Чикатило средний палец на правой руке и ударил по ноге, отчего тот потом долго хромал. |
| 53 | Светлана Коростик                | Ж   | 6 августа 1968   | 6 ноября 1990, Красносулинский район                        | 22      | Женщина занималась проституцией. Тело было найдено 13 ноября 1990 года в лесополосе между железнодорожной платформой Лесхоз (1115 км) и посёлком Донлесхоз. Чикатило откусил у неё кончик языка, а затем проглотил, как и соски. Зарезал жертву тем же складным ножом с розовой пластмассовой фигурной ручкой, что ранее использовал для убийства Вадима Громова, Виктора Тищенко и Ивана Фомина. |

## В массовой культуре
Фильмы
- 1993 — «Мой дивный мир или Чикатило на фоне…», фильм содержит уникальные документальные кадры:
  - заседание суда по делу А. Р. Чикатило, вынесение смертного приговора;
  - последнее интервью с Чикатило, находящимся уже в камере смертников;
  - запись со следствия по делу серийного убийцы Бориса Серебрякова и прочие документы;
  - есть фрагмент обследования замученной девочки, музыкальные клипы.
- 1995 — «Гражданин Икс», американский телефильм с Джеффри Деманном в роли Чикатило[4][160].
- 1996 — «Нелюди», документальный фильм из цикла ТВ МВД. В фильме так же упоминаются серийные убийцы Сергей Головкин, Анатолий Сливко, Олег Кузнецов, Сергей Ряховский и Ибрагим Гаджиев.
- 1997 — «По следу Сатаны», документальный двухсерийный фильм из цикла «Криминальная Россия» (телекомпания НТВ).
- 2000 — «Вышка Чикатило». В формате международного театрального проекта в парижском театре-студии Рене Герра состоялась премьера моноспектакля в постановке Андрея Житинкина по пьесе Михаила Волохова, показанного в дальнейшем на фестивале авангарда в Сант-Аманд-Моронд (Франция) и в Москве[161]. Авторский фильм Михаила Волохова по его же пьесе «Вышка Чикатило» (2005) стал участником XXVII Московского международного кинофестиваля в программе «Альтернативное российское кино» и фестиваля «Авангардного кино» в Ницце (2007). Вступительное слово к этому фильму произнёс Кирилл Разлогов. В этом фильме главную роль Чикатило сыграл сам Михаил Волохов. При этом режиссёр Волохов был сам и оператором своего фильма[162][163][164].
- 2001 — «Серийные убийцы: Реальные Ганнибалы Лектеры / Serial Killers: The Real Life Hannibal Lecters», документальный фильм, режиссёр Шон Бакли.
- 2004 — «Эвиленко», кинофильм с Малькольмом Макдауэллом в главной роли (по мотивам дела Чикатило).
- 2013 — «Остановить Чикатило», документальный фильм на «Первом канале».
- 2015 — «Номер 44». Автор книги Том Роб Смит, по которой снят фильм, использовал убийства Чикатило как основу сюжета.
- 2017 — «Консультант», российский многосерийный фильм по заказу телеканала НТВ, сценарий которого основан на реальных событиях, повествующих о разоблачении и поимке Чикатило. Премьера состоялась 3 апреля 2017 года. В главных ролях: Кирилл Кяро и Максим Дрозд.
- 2017 — «ЧИСТИЛЬЩИК. #3 (S02) | Район тьмы». Веб-сериал.
- 2021 — «Чикатило» — сериал-биография, в роли Чикатило — Дмитрий Нагиев.
- 2024 — «Тень Чикатило», сериал спин-офф, Нагиев вернулся к роли.

Телепрограммы
- 2005 — «Треугольник смерти» — программа из цикла «Необъяснимо, но факт» на канале «ТНТ».
- 2006 — «Чистосердечное признание» — «Сын Чикатило» на канале «НТВ».
- 2009 — «Гены против нас». Научный детектив Павла Лобкова на канале «НТВ».
- 2010 — «Честно» «Жизнь после Чикатило» на канале «РЕН-ТВ»
- 2010 — «Репортерские истории» — «Адвокаты дьявола» на канале «РЕН-ТВ»
- 2011 — «Ещё не вечер» — «Дети маньяков» на канале «РЕН-ТВ»
- 2014 — «Чикатило на Майдане»[165] — программа о сыне Чикатило на канале «НТВ».
- 2015 — «Х-версии. Громкие дела», 2 сезон, 8 выпуск, «Чикатило: имя зверя» на канале «ТВ3».
- 2015 — «Говорим и показываем» — «Чикатило возвращается» на канале «НТВ».
- 2019 — «Улика из прошлого» — «Мыслить как преступник. По следам Чикатило» на канале «Звезда»

Музыка
- Группа «Пурген» — песня «Все люди — Чикатилы», датируемая началом 1990-х годов.
- Группа Eisregen — песня «Ripper von Rostow» (2004). В песне описывается убийство Чикатило его последней жертвы Светланы Коростик.
- Группа Slayer — песня «Psychopathy Red». В песне поётся об Чикатило, и релиз всего альбома оформлен соответствующе.
- Группа Demons of Guillotine — песня «Красный зверь». В песне зачитывается большая часть первого абзаца главы «Операция „Лесополоса“».
- Группа «Красная плесень» — песня «Чикатило», Чикатило фигурирует в роли главного героя в стихотворении-интродукции к одной из песен.
- Группа «Бригадный подряд» — песня «Рив Гош». Цитата: «Лучше б я к Чикатило попался под нож, чём идти в этот самый проклятый Рив Гош.»
- Группа «Голос Омерики» — песня «Чикатило-регги» рассказывает о жизни Чикатило.
- Группа «Дубовая Роща» — песня «Чикатило рок-н-ролл» поётся от лица маньяка Чикатило.
- Oxxxymiron — в песне «Последний звонок» упоминаются Чикатило и другой серийный убийца — Александр Пичушкин, известный как «Битцевский маньяк».
- Слава КПСС — в песне «В замогильной стороне» упоминаются Чикатило и серийный убийца Владимир Муханкин.
- Группа «Церковь детства» — песня «Лесополоса» поётся от лица маньяка Чикатило.
- Группа «Uratsakidogi» — песня «Андрей Романыч».
- Группа «Закрытое общество и его друзья» (укр. «Закрите суспільство та його друзі») — песня «14 февраля» (укр. «14 лютого»).

Прочее
- В мире альтернативной реальности дилогии Льва Вершинина «Сельва не любит чужих» и «Сельва умеет ждать» описывается спецотряд «Чикатило».
- В 2011 году в Минске прошла выставка белорусского художника Михаила Сенькова «Как в страшной сказке», полностью посвящённая Чикатило. Автор выступил под псевдонимом А. Р. Ч., что соответствует инициалам преступника[166].
- В Рунете существует традиция 14 февраля, в день расстрела Чикатило, дарить виртуальные открытки-«чикатилки» (названы по аналогии с валентинками)[неавторитетный источник][167].

## Семья
В январе 1991 года по совету следователя все члены семьи Чикатило обратились в Новочеркасский ЗАГС, где сменили свои действующие фамилии на девичью фамилию матери, продали квартиру в Новочеркасске и переехали в Харьков.
- Жена — Феодосия Семёновна Одначёва (Чикатило) (5 апреля 1939 — 28 марта 2005) работала заведующей детским садом. В 1989 году с целью получения второй квартиры фиктивно развелась с мужем[5]. После того как окружающие узнали о муже, ей пришлось уволиться из детского сада[169]. Впоследствии работала на рынке реализатором[168].
- Шурин — Иосиф, родной брат жены, работал шахтёром, но после ареста Чикатило был уволен[170].
- Племянница (по жене) — Марина Одначёва[5]. По воспоминаниям Марины, Чикатило неоднократно пытался склонить её к сексуальной связи[5].
- Дочь — Людмила[25] Одначёва (род. 1965[25]), первый раз вышла замуж в 1990 году[169]; во втором браке родила дочь[168].
- Сын — Юрий Мирошниченко (до 21 года носил фамилию Чикатило; затем носил фамилию Одначёв) (род. 1969) воевал в Афганистане в Кандагаре, был ранен. С октября 1989 года работал в ВОХР на заводе в Новочеркасске. Летом 1990 года принял участие в ограблении вьетнамских челноков на 10 тысяч долларов, за что получил 2 года условно[168]. В 1996 году вернулся в Ростовскую область, где занимался рэкетом, за что был приговорён Пролетарским районным судом к двум годам колонии[171]. В 1998 году, через четыре месяца после освобождения за рецидив преступления (ограбление знакомой — сервиз стоимостью 850 рублей, магнитола стоимостью 500 рублей и палас; кража бутылки водки, бутылки вина и сигарет на общую сумму 112 рублей), был приговорён к шести годам колонии строгого режима[172]. После освобождения жил с матерью на окраине Харькова. В апреле 2009 года был арестован за покушение на убийство[173]. В общей сложности отсидел около 12 лет. Считает, что на отца «повесили» нераскрытые убийства[169]. Дважды был женат, от первого брака есть сын, которого назвал Андреем в честь отца[174].